# Tanis

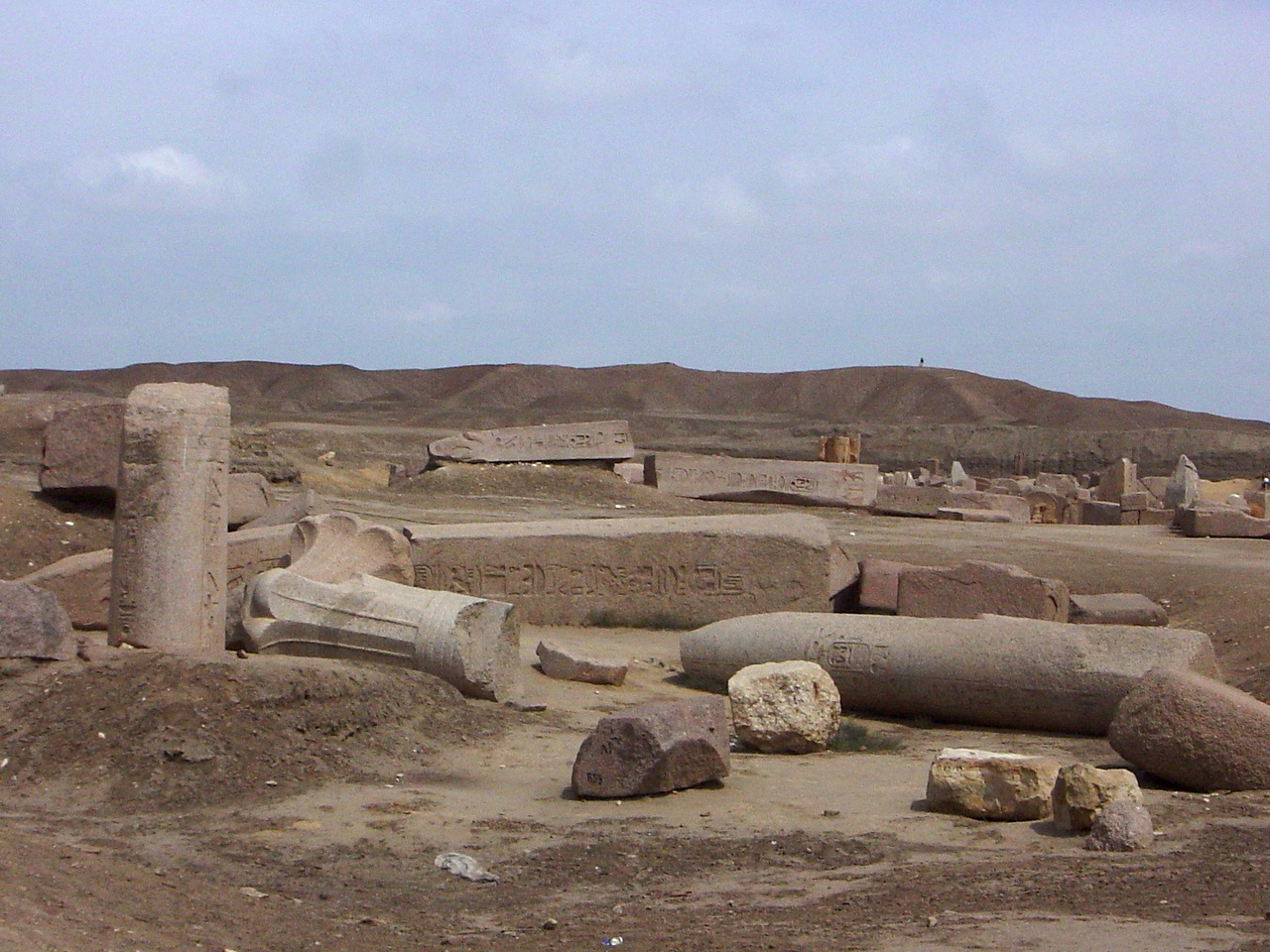
Ruïnes de Tanis

Tanis fou una important ciutat de l'antic Egipte a la zona del delta del Nil, al braç tanític del riu (branca secundària del Pelúsiac). Correspon a la moderna San al-Hagar (àrab: صان الحجر, Ṣān al-Ḥajar). El seu nom egipci fou Per-Uadjet o Djanet. En la Bíblia, s'esmenta com a Soan o Zoan (hebreu: צֹעַן‎). Fou la capital del nomós XIX del Baix Egipte (Am-Pehu).
La ciutat apareix en la història vers el final del segle XVIII aC. Sota els hicsos, fou una ciutat pròspera que va entrar en decadència després de l'expulsió dels asiàtics, fins al temps de la dinastia XIX, en què va recuperar la seva importància i prosperitat. La seva activitat principal era el lli. Les dinasties XXI i XXIII van sorgir a Tanis, i en aquest temps es va anomenar Djanet i fou capital d'Egipte. Els faraons de les dinasties XXI i XXII es van enterrar a la ciutat.
S'han trobat a la ciutat nombrosos monuments de Ramsès II, però es creu amb fonament que foren portats a la ciutat des d'altres emplaçaments. Les inscripcions esmenten també els faraons Khufu (Kheops), Khefren, Teti, Pepi I, Pepi II i Senusret I.

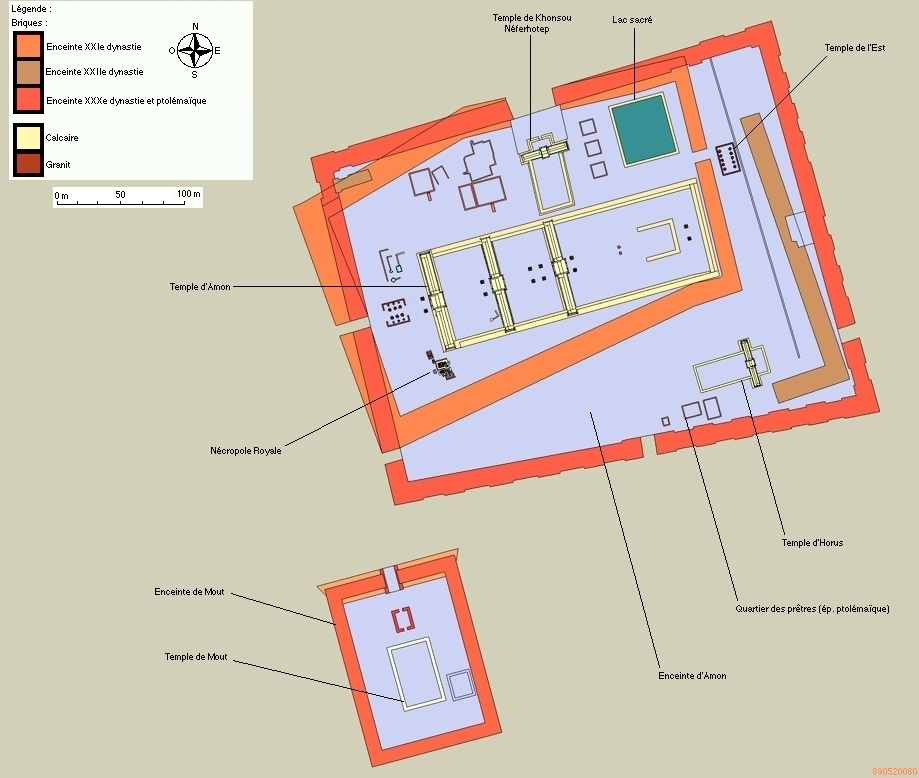
Temples d'Amon i Mut a Tanis

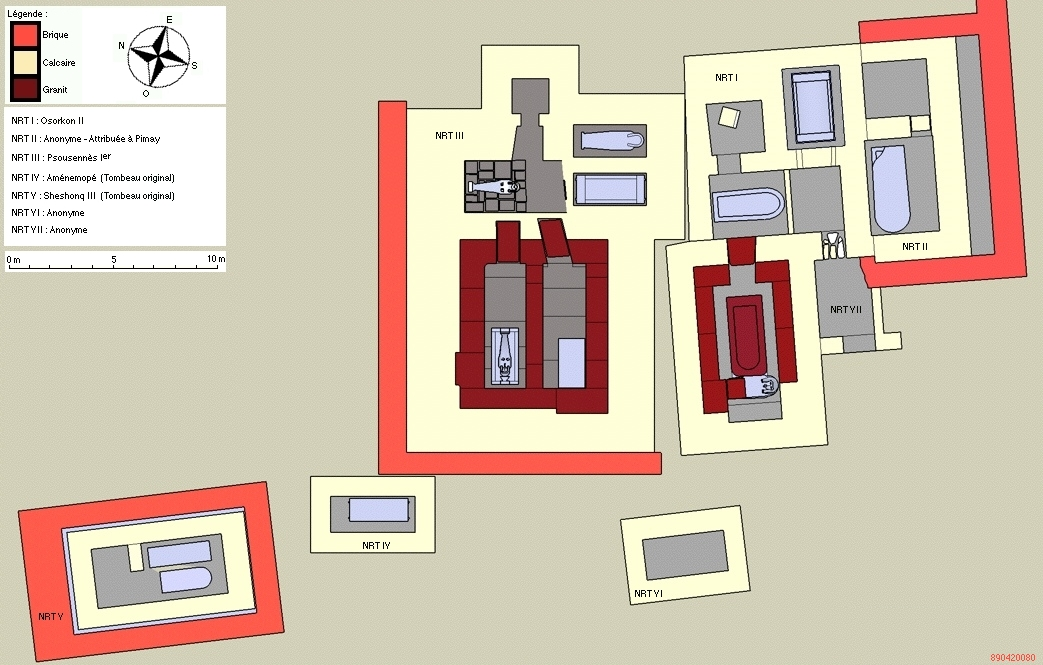
Necròpoli de Tanis

La ciutat té un recinte rectangular de 430 x 370 metres amb murs de 15 metres d'ample i 10 d'alt, dins el qual es troba el gran temple d'Amon, orientat d'oest a est, amb restes de columnes, colossos i obeliscs; també tres colossos de Ramsès II, amb figures de les reines a les seves cames. Les esfinxs trobades a la ciutat són avui al Museu d'Antiguitats Egípcies. Aquest temple fou construït per Psusennes I i fou restaurat o ampliat per Siamun, Osorkón III i Sheshonq III. Dins el temple, existia l'anomenat temple de l'Est, entre la primera i segona muralles, que fou construït per Osorkón III; en la mateixa zona és el temple d'Horus, construït per Nectabeu II (380-362 aC) i Ptolemeu II Filadelf. Darrere la muralla és el temple de Mut i Khonsu, conegut com a temple d'Anta, la dea cananea adorada a la regió, que fou restaurat per Ptolemeu IV Filopator (221-204 aC).
A l'interior del recinte, hi ha les tombes de Psusennes I (1039-991 aC), Amenemope (993-984 aC), Osorkón III (874-850 aC), Sheshonq III (825-733 aC) i dues més d'anònimes, construïdes amb materials d'altres llocs; aquestes tombes foren trobades senceres per Pierre Montet el 1939 i incloïen sarcòfags de plata i objectes d'or i joies, a més de moltes pintures a les parets; fora de la tomba de Tutankhamon, només aquestes s'han trobat senceres.
La tomba d'Osorkón III té una cripta de granit i quatre cambres a les parets de les quals es representa la dea Nut i les barques solars, el pes de les ànimes, imatges d'Isis i Osiris i la regeneració del sol, i imatges del faraó. A la tomba, hi havia el sarcòfag de Takelot II (850-825 aC); el taüt era de l'Imperi mitjà; el sarcòfag d'Osorkon III es va trobar a la sepultura del seu fill Horankht, gran sacerdot de Ptah.
La tomba de Psusennes I incloïa quatre sepultures, la d'ell mateix, la de Sheshonq II, la d'Amenemope i la del general Undebaunded. A la cripta de Psusennes, es trobava la mòmia del faraó en tres sarcòfags, un de granit rosa que és actualment al Museu d'Antiguitats Egípcies, un de granit negre, i un de plata; la mòmia tenia una màscara recoberta d'or.
No s'han trobat a la ciutat les tombes dels faraons Smedes (Smendes) i Amenemnisu de la dinastia XXI, ni de Shoshenq I i Osorkón I de la dinastia XXII.
El lloc fou visitat per Sicard (1722), Jacotin, Dolomieu i Cordier (1799-1800), Hamilton (1801), Drovetti i Rifaud (1825). El lloc fou excavat per Auguste Mariette el 1860-1880, i després per Flinders Petrie el 1883-1886, i Pierre Montet el 1921-1951. El 1965, les excavacions van seguir sota la direcció de Jean Yoyotte, a qui va succeir Philippe Brissaud el 1985, que el 1988 va formar, amb Jean Rougemont, la Société Française des Fouilles de Tanis, que encara avui hi fa excavacions.
La ciutat va existir sota el domini romà i, al segle iv, fou seu d'un bisbe sufragani de Pelúsion. El primer bisbe conegut n'és Eudemon, bisbe melitià del començament del segle iv; el 362, n'era bisbe Hermion; en el sínode d'Efes, fou present un bisbe anomenat Apollonius; i un bisbe de nom Pau s'esmenta el 458. Michel Le Quien anomena vuit bisbes jacobites, el darrer dels quals el 1086.
La ciutat, de fet, fou abandonada al segle vi, quan el llac Manzala (Menzaleh) va pujar de nivell i la va inundar d'aigua salada, i els seus habitants es van traslladar a un lloc proper que van dir Tennis.
San al-Hagar és avui una petita ciutat propera al llac Menzaleh, propera a les ruïnes de l'antiga ciutat. És a 130 km al nord-est del Caire i a uns 38 km al nord de Qantir. Està envoltada pel Bahr Saft.